# Making Love (film)
Making Love è un film del 1982 diretto da Arthur Hiller, interpretato da Michael Ontkean, Kate Jackson e Harry Hamlin.
Making Love è considerato uno dei primi film hollywoodiani ad affrontare il tema dell'omosessualità e del coming out.

## Trama
Zach è un oncologo di successo, sposato da otto anni con Claire, una dirigente di una rete televisiva altrettanto di successo. La loro vita matrimoniale è apparentemente felice, manca solo un figlio a rendere tutto perfetto. Ma Zach vive in segreto la sua omosessualità, che nasconde alla moglie e agli amici. Un giorno Zach incontra Bart McGuire, un affascinante romanziere, con cui inizia una tormentata storia d'amore. I due uomini hanno visioni contrapposte; Zach spera in un rapporto affettivo a lungo termine, simile ad un matrimonio eterosessuale, mentre Bart ha una visione più cinica ed edonistica, preferendo numerose avventure sessuali. Ma è proprio Bart a spingere Zach a rivelare la propria omosessualità, fino a quel momento latente. Per Claire è un duro colpo, che mette inevitabilmente fine al loro matrimonio. Diversi anni dopo, Zach e Claire si ritrovano al funerale di una loro vicina; Zach vive a New York con un nuovo compagno, mentre Claire si è risposata e ha avuto un bambino.

## Produzione
Per il ruolo principale di Zach, il regista contattò attori come Tom Berenger, Michael Douglas, Harrison Ford, William Hurt e Peter Strauss, ma tutti rifiutarono il ruolo. Confermando i timori dell'epoca che interpretare un ruolo gay potesse nuocere alla carriera di un attore. Il film è stato girato interamente a Los Angeles.

## Colonna sonora
Il tema principale del film, con lo stesso titolo Making Love, è stato interpretato da Roberta Flack e scritto da Burt Bacharach, Bruce Roberts e Carole Bayer Sager. Il brano ha ottenuto una candidatura ai Golden Globe 1983 come migliore canzone originale.